# Валутен курс
Валутен курс или също понякога неформално като обменен курс (обменен курс от английското: exchange rate или стойност на обмяна, размяна, на английски също и като foreign-exchange rate (стойност на обмяна за чуждестранна валута), или съкратено forex rate, FX rate) между 2 валути определя колко е стойността на дадена валута по отношение на друга, тоест стойността на чуждестранна национална парична единица към местната национална парична единица.
Международният валутен пазар е сред най-големите пазари в света. Към април 2010 г. той е оценяван на 3,98 трилиона щатски долара на обмяна всеки ден според Банката за международни разплащания.

## Видове валутни курсове

### Номинален валутен курс
Номиналният валутен курс е цената на една валута, изразена в единици от друга валута, без каквато и да е връзка с нейната покупателна възможност за стоки и услуги. Валутният курс може да бъде представен в пряко или косвено изражение:
- пряко изражение – местни пари за единица чужда валута, например в случая на България BGN за един USD. Повишаването на курса показва, че националната валута поевтинява и обратното.
- косвено изражение – чужда валута за единица местни пари, за България USD за един BGN (в повечето случаи се публикува именно по този начин). При този начин на изразяване повишаването на курса показва, че националната валута поскъпва.

### Реален валутен курс
Реалният валутен курс (РВК) е номиналният валутен курс между две страни, коригиран с относителните цени между тях. Той е свързан с покупателната сила на паричните единици и изразява реалното обезценяване или поскъпване на една валута, породено от:
1. настъпилите промени в равнището на цените в страната и чужбина, както и
2. под влияние на измененията в номиналния t курс.y

### Курс „купува“ и курс „продава“
Обикновено банките обявяват такива курсове.
Курс „купува“ (англ. bid, bid price) е цената, която е готова да плати банката, за да получи определено количество от търсената валута. Нека вземем пример с американска банка. Американската валута се изразява в косвена котировка, сиреч котираната валута е местната – американската, а котиращата валута е някоя чуждестранна валута. Ако курсът е USD 1 = BGN 1.7205, то това ще означава, че американската банка ще е готова да плати 1.7205 лева, за да получи 1 щатски долар.
Курс „продава“ (англ. offer, offer price, ask, ask price, asking price) е цената, която банката иска да и бъде заплатена, за да предостави съответното предлагано количество валута. Отново при косвена котировка, ако USD 1 = BGN 1.7215, то това ще означава, че американската банка ще изисква цена от 1.7215 лева, за да предостави 1 щатски долар.
Разликата (1.7215 – 1.7205 = 0.0010) се нарича разтег (англ. bid-ask spread).